# Sarah Kent
Sarah Kent (Kalgoorlie, 10 de fevereiro de 1990) é uma desportista australiana que competiu no ciclismo na modalidade de pista, especialista na prova de perseguição por equipas.
Ganhou duas medalhas no Campeonato Mundial de Ciclismo em Pista, nos anos 2009 e 2010.

## Medalheiro internacional
| Campeonato Mundial | Campeonato Mundial    | Campeonato Mundial | Campeonato Mundial      |
| Ano                | Lugar                 | Medalha            | Competição              |
| ------------------ | --------------------- | ------------------ | ----------------------- |
| 2009               | Pruszków ( Polónia)   | Medalha de bronze  | Perseguição por equipas |
| 2010               | Ballerup ( Dinamarca) | Medalha de ouro    | Perseguição por equipas |